# Gary Plauché
 (février 2021).
Si vous disposez d'ouvrages ou d'articles de référence ou si vous connaissez des sites web de qualité traitant du thème abordé ici, merci de compléter l'article en donnant les références utiles à sa vérifiabilité et en les liant à la section « Notes et références ».
Leon Gary Plauché (10 novembre 1945 - 23 octobre 2014) est un Américain connu pour le meurtre en 1984, dans un acte d'auto-justice, de Jeff Doucet, un homme qui avait kidnappé et agressé sexuellement son fils Jody. Le meurtre de Doucet par Plauché a eu lieu le vendredi 16 mars 1984 et fut filmé en direct par une équipe de télévision locale.
Bien que Plauché ait tué Doucet, il fut condamné à une peine de sept ans avec sursis, cinq ans de mise à l'épreuve et 300 heures de travaux d'intérêt général, n'écopant donc d'aucune peine de prison ferme.
L'affaire a été largement relayée dans les médias, certains se demandant si Plauché devait être jugé ou bien laissé libre. Plauché a déclaré par la suite qu'il avait eu raison d'opérer cette vengeance, et que ceux qui se trouvaient dans une situation similaire auraient agi comme lui.

## Enlèvement de Jody Plauché par Jeff Doucet
Gary Plauché vit à Baton Rouge, en Louisiane. Il est séparé de sa femme, June, au moment du meurtre. En 1983 et 1984, son fils de 11 ans, Jody Plauché, suit des cours de karaté avec un instructeur, Jeffrey Doucet, âgé de 25 ans, qui abuse sexuellement du garçon depuis au moins un an.
En février 1984, Doucet kidnappe Jody et l'emmène dans un motel en Californie où il l'agresse sexuellement. La police fouille alors le pays à la recherche de Jody, qui est finalement retrouvé après que Doucet a autorisé le garçon à passer un appel en PCV à sa mère depuis le motel. La police californienne fait une descente dans le motel et arrête Doucet sans problème. 
Le 1er mars 1984, Jody est de retour dans sa famille en Louisiane, mais son père Gary, alors âgé de 38 ans, apprend que Doucet agressait sexuellement son fils depuis au moins un an. Dans une interview accordée à la télévision, Gary Plauché déclare qu'il ne savait pas quoi faire et qu'il se sentait impuissant.

## Assassinat de Jeff Doucet par Gary Plauché
Le 16 mars 1984, Jeff Doucet est transféré de la Californie à l'aéroport de Baton Rouge afin d'être jugé devant un tribunal. Arrivé là-bas, Doucet est menotté par des agents de police, puis conduit à travers l'aéroport vers 21 h 30. Gary Plauché l'y attend, en possession d'une arme à feu. 
Plauché était ami avec plusieurs officiers de police de haut rang du département de la police de Baton Rouge ; alors que beaucoup pensaient que ces contacts avaient révélé à Plauché où et quand Doucet arriverait, c'est en fait un employé de la télévision locale WRBZ-TV, affiliée à la compagnie nationale ABC, qui donna l'information à Plauché. Des journalistes de WBRZ-TV attendaient également Doucet à l’aéroport et avaient installé leurs caméras pour enregistrer son arrivée. En face de l'endroit à l'aéroport où se trouvait l’équipe de télévision, il y avait des cabines téléphoniques publiques, au sein desquelles Plauché attendait, faisant mine de parler à son meilleur ami au téléphone. Déguisé avec une casquette de baseball et des lunettes de soleil, personne ne l'avait reconnu. 
Alors que Jeff Doucet est escorté à travers l'aéroport, il croise l'équipe de journalistes télévisés qui filment la scène. Doucet, menotté et conduit par des policiers, passe ensuite devant Plauché qui sort son arme et tire un seul coup, directement sur le côté droit de la tête de Doucet, dans un tir à bout portant. Doucet tombe immédiatement au sol, le sang jaillissant d'une blessure près de son oreille droite. Comme le montre la vidéo de l'incident, Plauché a raccroché son téléphone avant que les agents de police ne le retiennent et lui retirent son arme de la main. Les agents s'emparent ensuite de Plauché et le reconnaissent immédiatement. Ils le gardent coincé contre les téléphones, lui demandant, filmés par la caméra : « Gary, pourquoi ? Pourquoi, Gary ? » L'incident entier a été capturé sur bande vidéo.
À la suite du tir de Plauché, Jeff Doucet tombe dans le coma et meurt le lendemain, 17 mars 1984, à l'âge de 25 ans.

## Conséquences
Gary Plauché est initialement inculpé de meurtre, mais accepte une négociation de peine dans laquelle il plaide la non-contestation de ce qui est qualifié, en droit américain, d'« homicide involontaire coupable ». Il est condamné à sept ans de prison avec sursis, plus cinq ans de mise à l'épreuve (probation) et 300 heures de travaux d'intérêt général, qu'il achève en 1989. 
Les rapports psychologiques aidèrent Plauché dans cette affaire, après qu'il eut été dit que Doucet avait abusé de Jody Plauché des mois durant avant l'enlèvement. Le docteur Edward P. Uzee examina Plauché et détermina qu'il ne pouvait pas faire la différence entre le bien et le mal au moment de sa vengeance. L'équipe d'avocats de Plauché fit valoir qu'il était dans un état de détresse psychologique après avoir appris les abus subis par son fils. Le docteur Uzee statua également que Jeff Doucet avait la capacité de manipuler les autres et qu'il avait profité du fait que Plauché était séparé de sa femme à l'époque, réussissant à se frayer un chemin dans la famille Plauché. Le juge Frank Saia a ainsi jugé qu'envoyer Plauché en prison n'aiderait personne, et l'un des avocats de Plauché, Anthony Marabella, affirma qu'il n'y avait pratiquement aucun risque qu'il ne commette un autre crime. 
Avant de mourir, Gary Plauché donna une dernière interview dans laquelle il assuma n'avoir pas regretté d'avoir tué Jeff Doucet, et qu'il le ferait à nouveau.[réf. nécessaire]
En août 2019, son fils Jody Plauché sort un livre intitulé « "Why, Gary, Why?": The Jody Plauché Story », où il raconte l'histoire de son point de vue.

## Mort
Gary Plauché est victime d'une crise cardiaque en 2011 et meurt en 2014 dans un établissement de soins d'un AVC, à l'âge de 68 ans.

## Dans la culture populaire
La vidéo du meurtre de Jeff Doucet par Gary Plauché fut retransmise dans de nombreux programmes télévisés ou documentaires, tels que Bowling for Columbine (2002) de Michael Moore, ou le documentaire de type mondo intitulé Traces of Death II (en) (1994).
La vidéo fut aussi téléchargée sur YouTube avec plus de 20 millions de vues. En mars 2020, cette vidéo non censurée fut supprimée puis re-téléchargée, étant cette fois-ci censurée. La vidéo YouTube provient de la série télévisée Anatomy of Crime (en), produite par John Langley.